# Zhuchengtitan
Zhuchengtitan („titán z Ču-čchengu“) byl rod sauropodního dinosaura ze skupiny Titanosauria, který žil v období svrchní křídy (kampán), asi před 73,5 miliony let) na území dnešní Číny (provincie Šan-tung). Fosilie byly objeveny v sedimentech geologické skupiny Wang-š’ v rámci souvrství souvrství Sin-ke-čuang). Tento sauropod tedy obýval stejné ekosystémy jako obří tyranosaurid Zhuchengtyrannus magnus.

## Historie objevu
Byla objevena pouze kost pažní (humerus) o délce 108 cm, dnes s katalogovým označením ZJZ-57. Unikátní anatomické znaky na fosilní kosti ukazují, že druh Z. zangjiazhuangensis je odlišný od ostatních známých titanosaurních sauropodů a v listopadu roku 2017 byl proto popsán jako nový rod i druh kolektivem čínských paleontologů. Jedná se o vůbec prvního sauropoda popsaného z provincie Šan-tung.

## Klasifikace
Fylogenetická analýza naznačuje, že mezi asijskými sauropody mohl být vývojově nejbližší mongolský druh Opisthocoelicaudia skarzynskii.